# Crocidura longipes
Crocidura longipes — вид ссавців родини Soricidae. Це ендемік Нігерії. Його природне місце проживання — болота.